# Бен-Амос, Дан
Дан Бен-Амос (3 сентября 1934, Тель-Авив — 26 марта 2023) — американский фольклорист, специалист по еврейскому фольклору, профессор Пенсильванского университета в Филадельфии.

## Биография
Родился в Тель-Авиве (тогда в Подмандатной Палестине), вырос в Петах-Тикве.
Служил в бригаде Нахаль Армии обороны Израиля, в ходе службы находился в подразделении, которое охраняло первого премьер-министра Израиля Давида Бен-Гуриона, пока он не ушёл на пенсию в кибуц Сде-Бокер в израильской пустыне. После увольнения был членом кибуца Йифтах, где он был пастухом.
Учился в Еврейском университете в Иерусалиме, первоначально специализируясь на библейских исследованиях и английской литературе. На втором курсе, неудовлетворенный своей академической специальностью, переключился на получение степени по литературе на иврите с интересом к фольклору, обучаясь у Дов Ноя. Получил степень бакалавра искусств в Еврейском университете в Иерусалиме в 1961 году.
По совету профессора Дова Ноя продолжил образование университете Индианы в Блумингтоне, который в то время был единственным учреждением, присуждающим докторскую степень в области фольклора в Соединённых Штатах. Получил степень магистра искусств в 1964 году и доктора философии в 1967 году по фольклору. В Еврейском университете в Иерусалиме и Блумингтоне Бен-Амос обучался компаративистской традиции.
Ричард Дорсон, известный фольклорист и учитель Бен-Амоса, назвал его наряду с другими молодыми фольклористами — Роджером Абрахамсом, Аланом Дандесом, Робертом Джорджем и Кеннетом Гольдштейном — «младотурками». Эти молодые фольклористы порвали с взглядами традиционной фольклористики, которые были сосредоточены на тексте и его содержании. В совокупности они сосредоточились на контексте, чтобы лучше понять фольклор и то, как люди используют фольклор. Бен-Амос в своем влиятельном эссе «На пути к определению фольклора в контексте» продвигал новый способ определения фольклора на основе его контекста.
Прежде чем стать доцентом кафедры антропологии в Калифорнийском университете в Лос-Анджелесе, которую он занимал с 1966 по 1967 год, Бен-Амос провел в Нигерии полевое исследование устной традиции народа эдо в Бенин-Сити и его сельских окрестностях. Он прибыл в Нигерию 15 января 1966 года, в день первого военного переворота. В 1967 году он начал преподавать в Пенсильванском университете в Филадельфии, проработав три года доцентом и семь лет доцентом. Он стал профессором фольклора в 1977 году и удерживал этот титул в течение двадцати двух лет. Там же он был профессором ближневосточных языков, цивилизаций и фольклора, а также он был председателем аспирантской программы по фольклору.
Научные интересы Бен-Амоса включали еврейский фольклор, африканский фольклор, юмор, историю фольклора и структурный анализ.
Входил в исполнительный совет Американского фольклорного общества с 1977 по 1980 год. Он был помощником редактора с 1981 по 1984 год и книжным редактором с 1988 по 1990 год в Журнале американского фольклора. Он также был главным редактором серии «Переводы в области фольклора» в Индиана Пресс, а с 1996 года он был редактором серии Рафаэля Патаи по еврейскому фольклору и антропологии (Wayne State University Press).
Статьи Бен-Амоса были переведены на китайский, эстонский, финский, французский, немецкий, иврит, итальянский, литовский, португальский, русский, испанский, тайский и турецкий языки.
Скончался 26 марта 2023 года в возрасте 88 лет.

## Основные труды
- In Praise of the Baal Shem Tov, редактор и переводчик, в сотрудничестве с Jerome R. Mintz. Bloomington: Indiana University Press. 1970.
- Folklore: Performance and Communication, редактор, в сотрудничестве с Kenneth S. Goldstein. Approaches to Semiotics, 40. The Hague:Mouton Press. 1975.
- Sweet Words: Storytelling Events in Benin. Philadelphia: Institute for the Study of Human Issues, 1975.
- Folklore Genres, ed. American Folklore Society Bibliographical and Special Series, Volume 26, Texas: University of Texas Press, 1976.
- Folklore in Context: Essays. New Delhi, Madras: South Asian Publishers. 1982.
- Cultural Memory and the Construction of Identity, редактор (с Лилиан Вайсберг), Detroit: Wayne State University Press. (1999).
- Folktales of the Jews. Volume 1: Tales from the Sephardic (2006). Volume II: 1970, In Praise of the Baal Shem Tov, редактор и переводчик, в сотрудничестве с Jerome R. Mintz. Bloomington: Indiana University Press. (Paperback edition, 1972. 2nd paperback edition, New York: Schocken, 1984; 3rd edition Northvale, New Jersey: Jason Aronson, Jewish Book Club, Main Selection, January 1994).